# Friedrich Fries (Verleger)
Friedrich Fries (* 18. Dezember 1856 in Mauden; † 23. September 1926 in Hamm) war ein Evangelist und Prediger des Bundes Freier evangelischer Gemeinden sowie Gründer und Schriftleiter des Bundes-Verlags.

## Leben
Fries’ Herkunft aus dem Westerwald, sein erlernter Beruf als Schmied und vor allem seine Prägung durch die Siegerländer Erweckungsbewegung lehrten ihn praktisches, unkonventionelles Christsein. Hier entdeckte er auch seine Begeisterung für den Gesang, was dazu führte, dass er – noch ohne Notenkenntnis – einen Chor gründete und dessen Dirigent wurde. Mit zunehmender Fähigkeit engagierte er sich auch im 1879 gegründeten Christlichen Sängerbund und im Vorstand der Westdeutschen Vereinigung.
Ohne theologische Vorbildung wurde Fries 1879 Bote des im Wuppertal ansässigen Evangelischen Brüdervereins, der ihn als Stadtmissionar nach Wesel schickte. Dort lernte er eine Freie evangelische Gemeinde kennen und traf auf führende Persönlichkeiten, durch die er vielfältige Anregungen erhielt. Sie veranlassten ihn zu seinen späteren Initiativen. 1884 schied er aus dem Brüderverein aus und meldete sich bei der Neukirchener Mission zur Missionsarbeit auf Java. Als die Ausreise scheiterte, nahm er 1887 auf Vermittlung des Neukirchener Missionsinspektors Julius Stursberg (1857–1909) und auf Anfrage des Evangelisten Friedrich Wilhelm Baedeker (1823–1906) die Berufung als Prediger der sich formierenden Freien evangelischen Gemeinde in Witten an. 
Im Oktober 1887 gründete er in Witten mit einem Grundkapital von 6,80 Mark die Firma Fries und Co., die als „Buchhandlung der Stadtmission“ firmierte und der missionarischen Schriftenverbreitung und rechtlichen Sicherstellung eines Versammlungshauses der kleinen christlichen Gemeinschaft dort dienen sollte. Ab 1890 erschien das evangelistische Verteilblatt Der Märkische Evangelist, ab 1892 das Blatt Timotheus für „Jünglingsvereine“, ab 1893 die Wochenzeitschrift Der Gärtner als „Blatt für freie evangelische Gemeinden und Gemeinschaften“ (heute Christsein heute) sowie der Buchkalender Der gute Botschafter, ab 1894 das Sonntagschulblatt für Kinder Friede sei mit euch, ab 1902 der Wittener Abreißkalender. Schon 1888 hatte Fries unter schwierigen Umständen auch mit einer Buchproduktion begonnen; dazu gehörte 1898 die Herausgabe der Geistlichen Lieder, eines Gesangbuchs für Gemeinden.
Der anfangs umstrittene Beginn eines Diakonissenwerks in Wetter (Ruhr) im Jahr 1896 führte zu einem heute sehr beachtlichen Diakonischen Werk in Solingen‑Aufderhöhe. Fries wirkte 1904 auch bei der Gründung der Immobiliengesellschaft „Gemeinwohl“ mit, die die Grundstücke und Gebäude der Gemeinden rechtlich sicherte, und entwarf als Erster die nötigen Satzungen dazu. Ebenso geht die Schaffung eines Evangelisationswerks im Bund Freier evangelischer Gemeinden (heute „Inlandmission“) im Jahr 1904 auf seine Initiative zurück, die er gemeinsam mit Otto Schopf (1870–1913) umsetzte. Auch bei der anfangs noch umstrittenen Gründung der Spar- und Kreditbank des Bundes FeG ging Fries voran, indem er 1925 vorab die „Bausparkasse des Gemeinnützigen Bauvereins Freier evangelischer Gemeinden eGmbH in Hamm“ gründete.
Mit seinen Initiativen trug Fries entscheidend zur Identitätsfindung und Weiterentwicklung der Freien evangelischen Gemeinden bei. Er wurde so zu einem „Bahnbrecher für einen neuen Abschnitt der Bundesgeschichte“ der FeG (Karl Mosner). Von seinen Freunden wurde er wegen seiner Neigung zum Enthusiasmus gelegentlich „Bruder Superlativ“ genannt. Als seinen Nachfolger im Pastorendienst hatte er Otto Schopf nach Witten geholt, dem es gelang, „dem Werk von Fries einen viel reicheren Inhalt, als jener es vermochte, einen innigeren Geist, eine größere Ausdehnung“ zu geben (Bussemer).

## Veröffentlichungen
- mit Carl Bender, Robert Kaiser: Eröffnungsfeier des Diakonissenheimes „Bethanien“ zu Wetter an der Ruhr. In: Der Gärtner. 4/1896, Witten 1896, S. 190–192.
- Einiges über das Eigentumsrecht mit besonderer Berücksichtigung der Versammlungshäuser. In: Der Gärtner. 7/1899, S. 363–364, 372–373, 388–389.